# Metridiidae
Metridiidae är en familj av koralldjur. Enligt Catalogue of Life ingår Metridiidae i ordningen havsanemoner, klassen Anthozoa, fylumet nässeldjur och riket djur, men enligt Dyntaxa är tillhörigheten istället ordningen havsanemoner, klassen Hexacorallia, fylumet nässeldjur och riket djur. Enligt Catalogue of Life omfattar familjen Metridiidae 5 arter. 
Kladogram enligt Catalogue of Life och Dyntaxa:
| Metridiidae | \| \| Metridium \| \| \| \| \| \| Paraisometridium \| \| \| \| |
|             | \| \| Metridium \| \| \| \| \| \| Paraisometridium \| \| \| \| |
|             | Metridium                                                      |
|             |                                                                |
|             | Paraisometridium                                               |
|             |                                                                |

## Bildgalleri

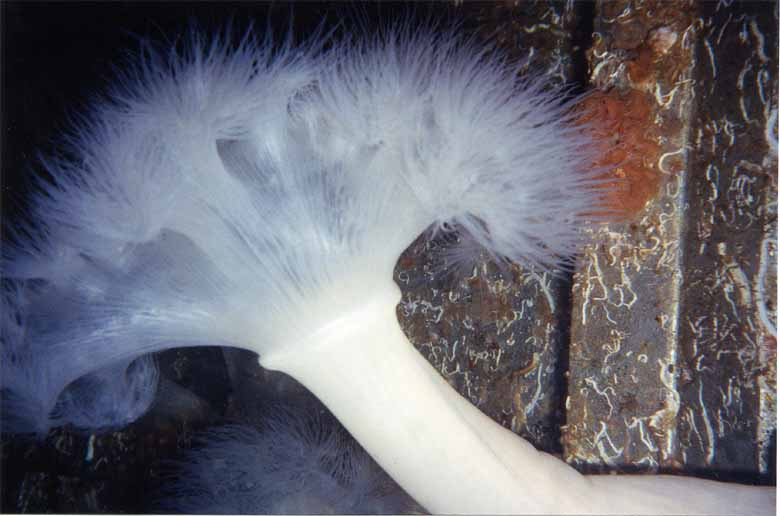
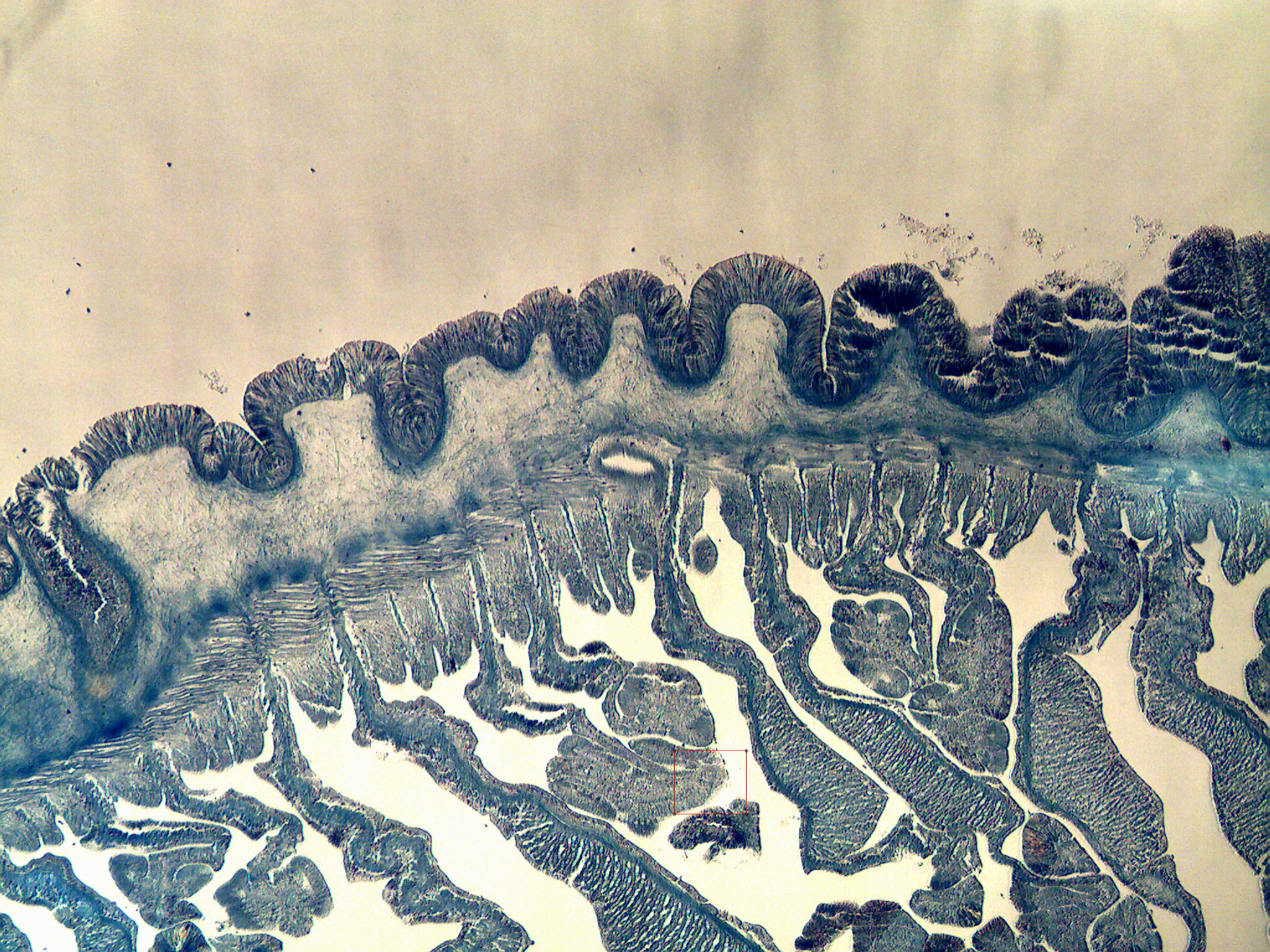
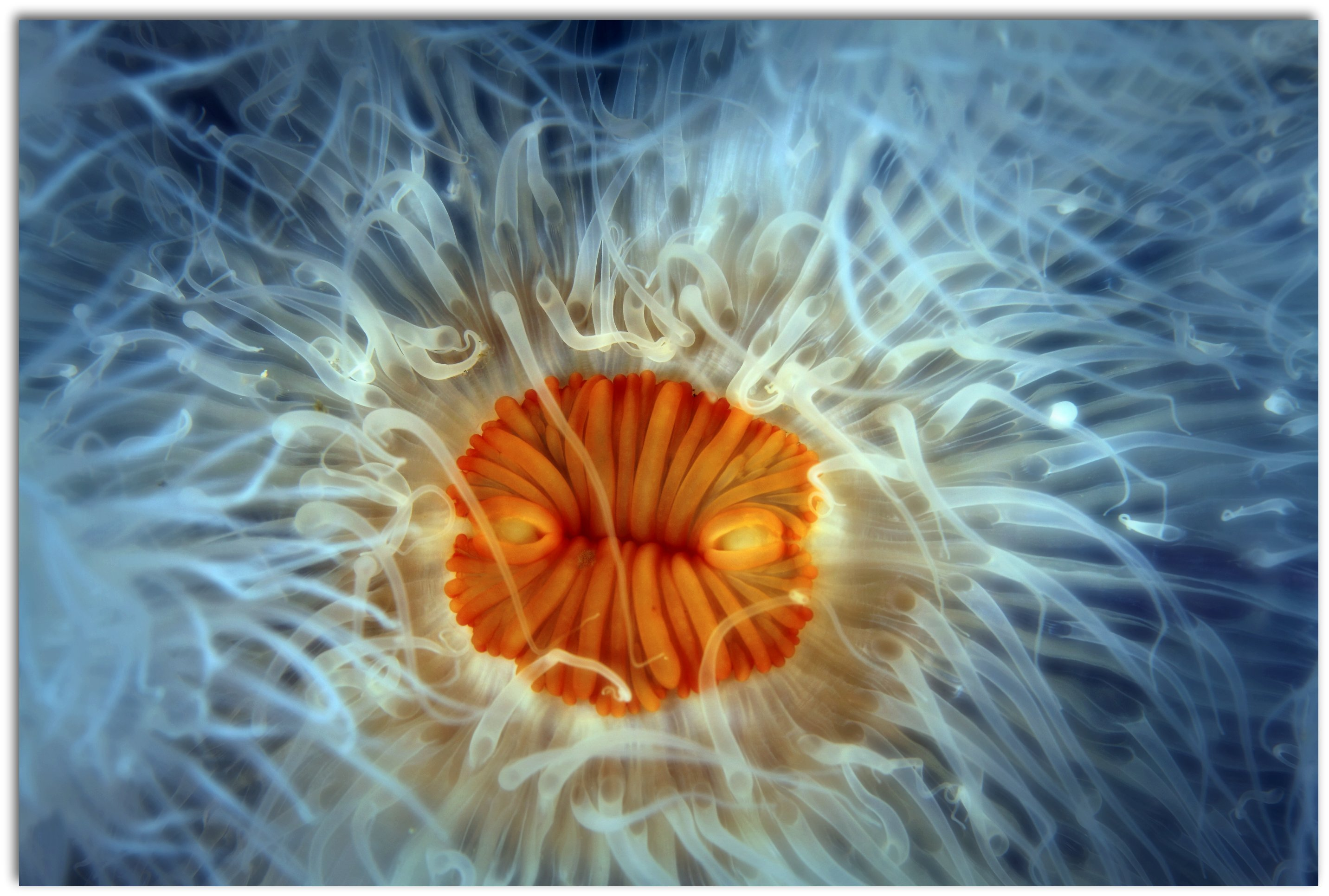
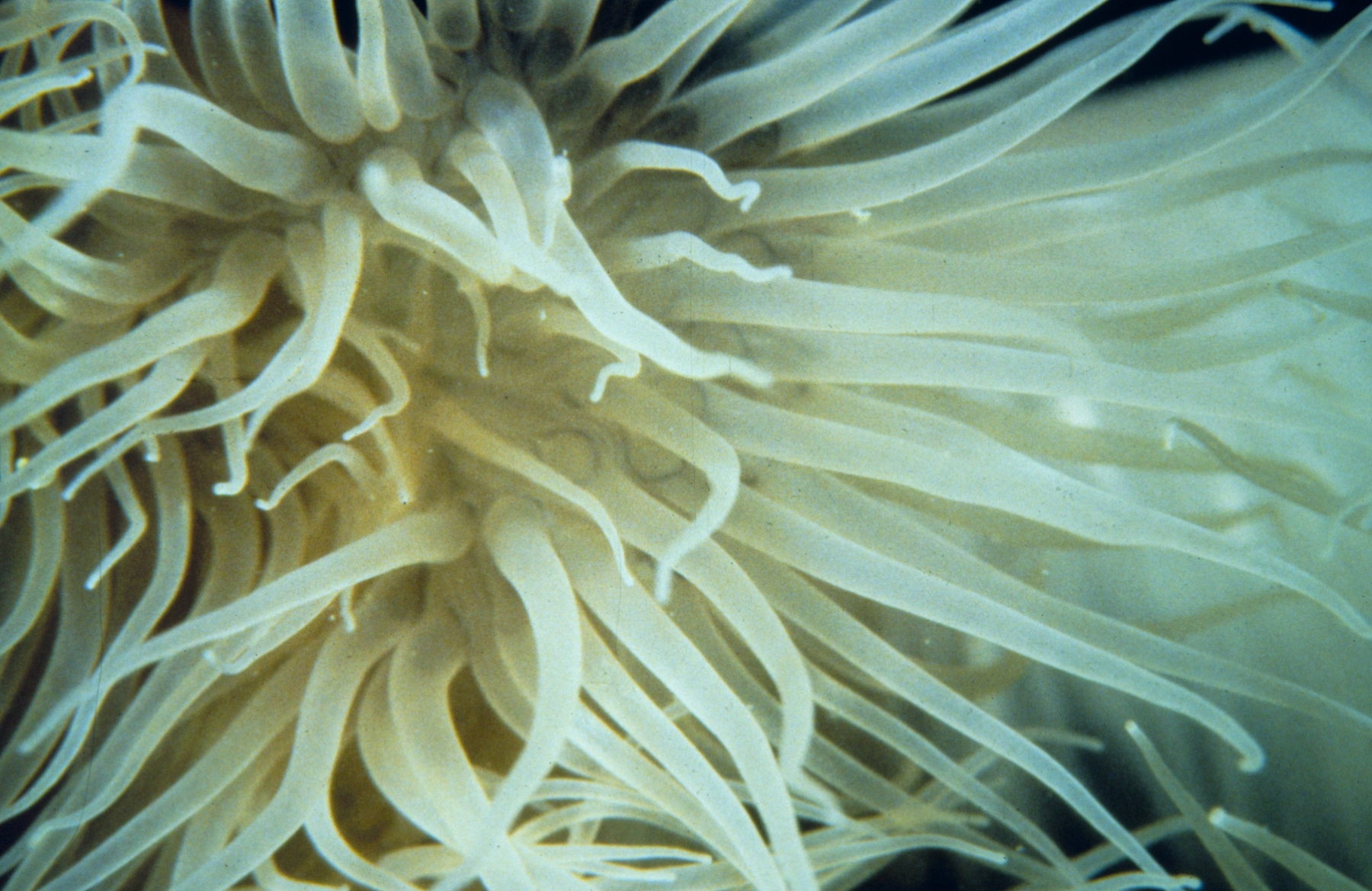
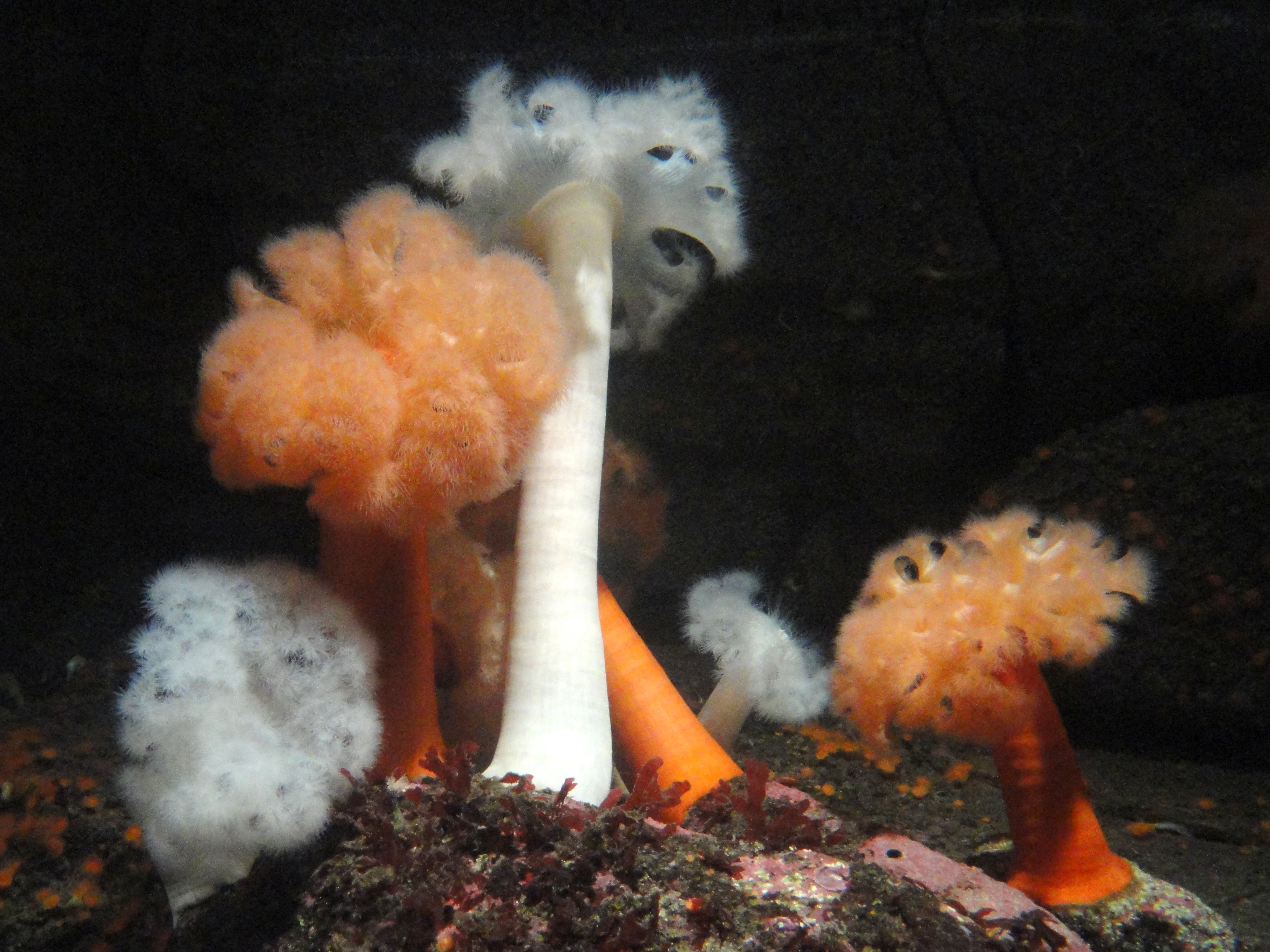
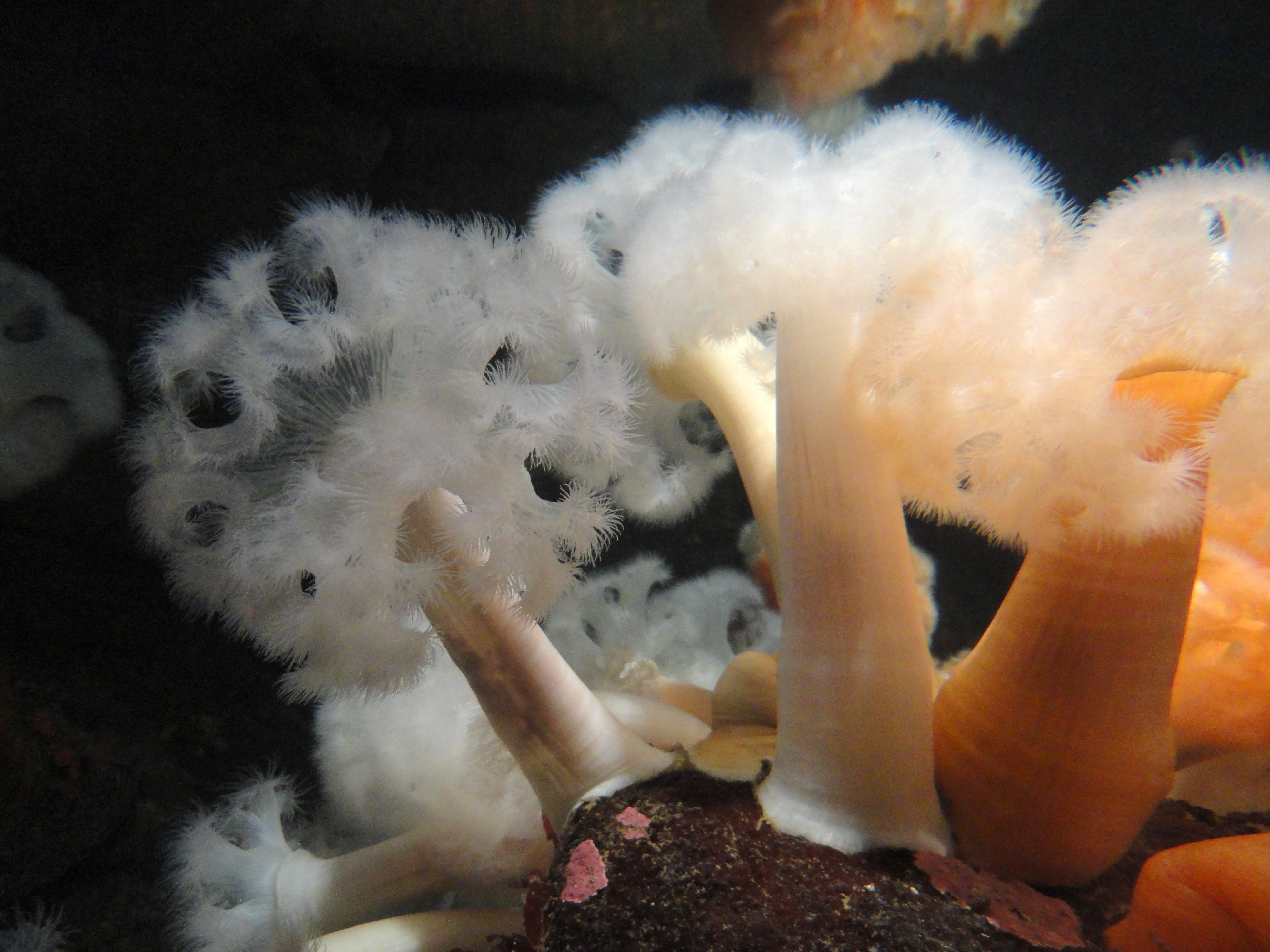